# 藤原茂通
藤原 茂通（ふじわらの しげみち、寛喜3年〈1213年〉 - 永仁元年〈1293年〉12月12日）は、鎌倉時代の公卿。藤原北家中御門流。初名は藤原光通。

## 官歴
- 仁治元年（1240年）：侍従
- 寛元3年（1245年）：従五位上
- 宝治2年（1248年）：正五位下、左少将
- 建長元年（1248年）：信濃権介
- 建長2年（1249年）：従四位下
- 建長5年（1252年）：従四位上
- 建長6年（1253年）：伊予介、右中将
- 康元元年（1256年）：正四位下
- 正嘉元年（1257年）：左中将
- 文永7年（1270年）：蔵人頭
- 文永8年（1271年）：参議
- 文永9年（1272年）：従三位、備後権守
- 建治3年（1277年）：正三位
- 弘安3年（1280年）：従二位
- 正応4年（1291年）：正二位

## 系譜
- 父：藤原氏通（藤原家通の孫）
- 子：藤原守通
- 子：藤原有通